# Glomerulonefritis
La glomerulonefritis (també coneguda com a nefritis glomerular), abreujada GN, és una malaltia renal (en general de tots dos ronyons), caracteritzada per la inflamació dels glomèruls, o els petits vasos sanguinis en els ronyons. Es pot presentar amb símptomes aïllats hematúria i/o proteïnúria (sang o proteïna en l'orina, respectivament), o com una síndrome nefròtica, un síndrome nefrítica, una insuficiència renal aguda o crònica. Les GNs primàries no són conseqüència d'una altra afecció de base i les seves manifestacions clíniques estan restringides al ronyó, mentre que les GNs secundàries apareixen en el context d'una malaltia sistémica. Es classifiquen en diferents patrons patològics, que poden agrupar-se en tipus no proliferatius o proliferatius. Diagnosticar el patró de GN és important perquè el resultat i el tractament és diferent pels diferents tipus. Les causes principals són les que són pròpies del ronyó, mentre que les causes secundàries estan associades amb certes infeccions (per patògens bacterians, virals o parasitaris), fàrmacs, malalties sistèmiques (lupus eritematós sistèmic, vasculitis), o diabetis mellitus.

## Tipus

### No proliferatiu
Es caracteritza per formes de glomerulonefritis en què no es canvia el nombre de cèl·lules. Aquestes formes solen derivar en la síndrome nefròtica. Les causes són:
- Malaltia de canvis mínims.
- Glomeruloesclerosi focal i segmentària.
- Glomerulonefritis membranosa.[7]
- Malaltia de la membrana basal prima.[8]
- Glomerulopatia per fibronectina.[9]

### Proliferatiu
Es caracteritza per un nombre més gran de cèl·lules als glomèruls. Aquestes formes solen presentar-se amb una tríada de sang a l'orina, disminució de la producció d'orina i hipertensió, la síndrome nefrítica. Aquestes formes solen progressar fins a una insuficiència renal terminal al cap de setmanes a anys (segons el tipus).
- Nefropatia per IgA.
- Glomerulonefritis postinfecciosa.[10]
- Glomerulonefritis membranoproliferativa.[11]
- Glomerulonefritis ràpidament progressiva.[12]